# Адам Белжецький
Адам Антоній Станіслав Белжецький (пол. Adam Antoni Stanisław Bełżecki; після 1667—1719) — польський шляхтич, урядник, політичний діяч Польського королівства. Представник роду Белжецьких (Белзецьких) гербу Ястребець.

## Життєпис
Адам Бонецький називав його батьком Александера Станіслава Белжецького, а друга дружина батька, Зофія Баль з Гочви, 1679 року уклала з Адамом Антонієм договір щодо маєтностей. Натомість давніше Каспер Несецький згадував його у своєму гербівнику під іменем Станіслав,  батьком його був Александер Станіслав Белжецький, а матір'ю — перша дружина того Елеонора зі Станіславських гербу Пилява, старостянка шидловецька.
Уряди (посади): перемишльський з 1703 року і белзький каштелян, у 1710—1719 роках.
Помер 1719 року.

### Сім'я
Одружувався тричі. Перша дружина — Олена Софія Вельгорська, донька київського каштеляна. Діти:
- Антоніна — домініканка під іменем Марціанна в Белзі
- Катажина — дружина чернігівського воєводи Юзефа Любомирського

Друга дружина — Дорота Белжецька, третя — Анна з Тшебуховських; з ним не залищив нащадків.